# Cerceda
Cerceda è un comune spagnolo di 5 318 abitanti situato nella comunità autonoma della Galizia.
Vi si trovano una grande centrale termoelettrica, la Central térmica de Meirama, e un grande parco acquatico, Parque acuático de Cerceda, attivo tutta la stagione estiva.